# Troglohyphantes novicordis
Troglohyphantes novicordis är en spindelart som beskrevs av Thaler 1978. Troglohyphantes novicordis ingår i släktet Troglohyphantes och familjen täckvävarspindlar.
Artens utbredningsområde är Österrike. Inga underarter finns listade i Catalogue of Life.